# Hirokazu Ninomija
Hirokazu Ninomija (22. listopad 1917 – 7. březen 2000) byl japonský fotbalista.

## Klubová kariéra
Hrával za Keio BRB.

## Reprezentační kariéra
Hirokazu Ninomija odehrál za japonský národní tým v letech 1940-1954 celkem 6 reprezentačních utkání.

## Statistiky
| Japonsko | Japonsko | Japonsko |
| Roky     | Záp.     | Góly     |
| -------- | -------- | -------- |
| 1940     | 1        | 0        |
| 1941     | 0        | 0        |
| 1942     | 0        | 0        |
| 1943     | 0        | 0        |
| 1944     | 0        | 0        |
| 1945     | 0        | 0        |
| 1946     | 0        | 0        |
| 1947     | 0        | 0        |
| 1948     | 0        | 0        |
| 1949     | 0        | 0        |
| 1950     | 0        | 0        |
| 1951     | 2        | 1        |
| 1952     | 0        | 0        |
| 1953     | 0        | 0        |
| 1954     | 3        | 0        |
| Celkem   | 6        | 1        |